# Scranton (Pensylwania)
Scranton – miasto w Stanach Zjednoczonych, w stanie Pensylwania, położone nad rzeką Lackawanna. 

## Historia
W 1776 roku tereny obecnego miasta Scranton były zamieszkiwane przez rdzennych Amerykanów. Z czasem w Scranton zaczęli osiedlać się osadnicy z Nowej Anglii, budowali oni liczne młyny i zakładali małe przedsiębiorstwa wytwórcze. W roku 1845 w Scranton rozpoczęła się produkcja żelaza i stali, z czasem miasto stało się wiodącym producentem żelaznych szyn. W 1851 roku dojechał tam pierwszy pociąg, jednakże w początkowym okresie linię wykorzystywano tylko w celach towarowych.
W 1856 roku Scranton stało się gminą, tzw. borough. W roku 1866 mieszkało tam 35 tys. mieszkańców, dla których wybudowano pierwszą w Stanach Zjednoczonych linię tramwajową (pojazdy te nazywano wówczas "trolley car", od rolki, którą zakończony był odbierak prądu z sieci) – z tego powodu miasto zaczęto nazywać The Electric City, co oznacza dosłownie Elektryczne Miasto. Na początku XX wieku miasto liczyło ponad 100 tysięcy mieszkańców i było 38. miastem pod względem populacji w Stanach Zjednoczonych.
W 1901 roku przemysł hutniczy został przeniesiony do Lackawanna i Scranton utraciło jedną z głównych gałęzi przemysłu. W latach 1900–1925 obserwowano napływ ludności robotniczej do miasta z terenów Europy Wschodniej. Kiedy po II wojnie światowej zmalało wydobycie węgla, miasto zaczęło borykać się z wieloma kłopotami natury finansowej i społecznej. W 1954 roku zlikwidowano linie trolejbusową, a rok później miasto zostało zalane przez huragan Diane. W 1959 zalano dużą część szybów górniczych, w latach 60. i 70. spadła też produkcja jedwabiu i przemysłu włókienniczego. Od roku 1980 trwa rewitalizacja miasta.

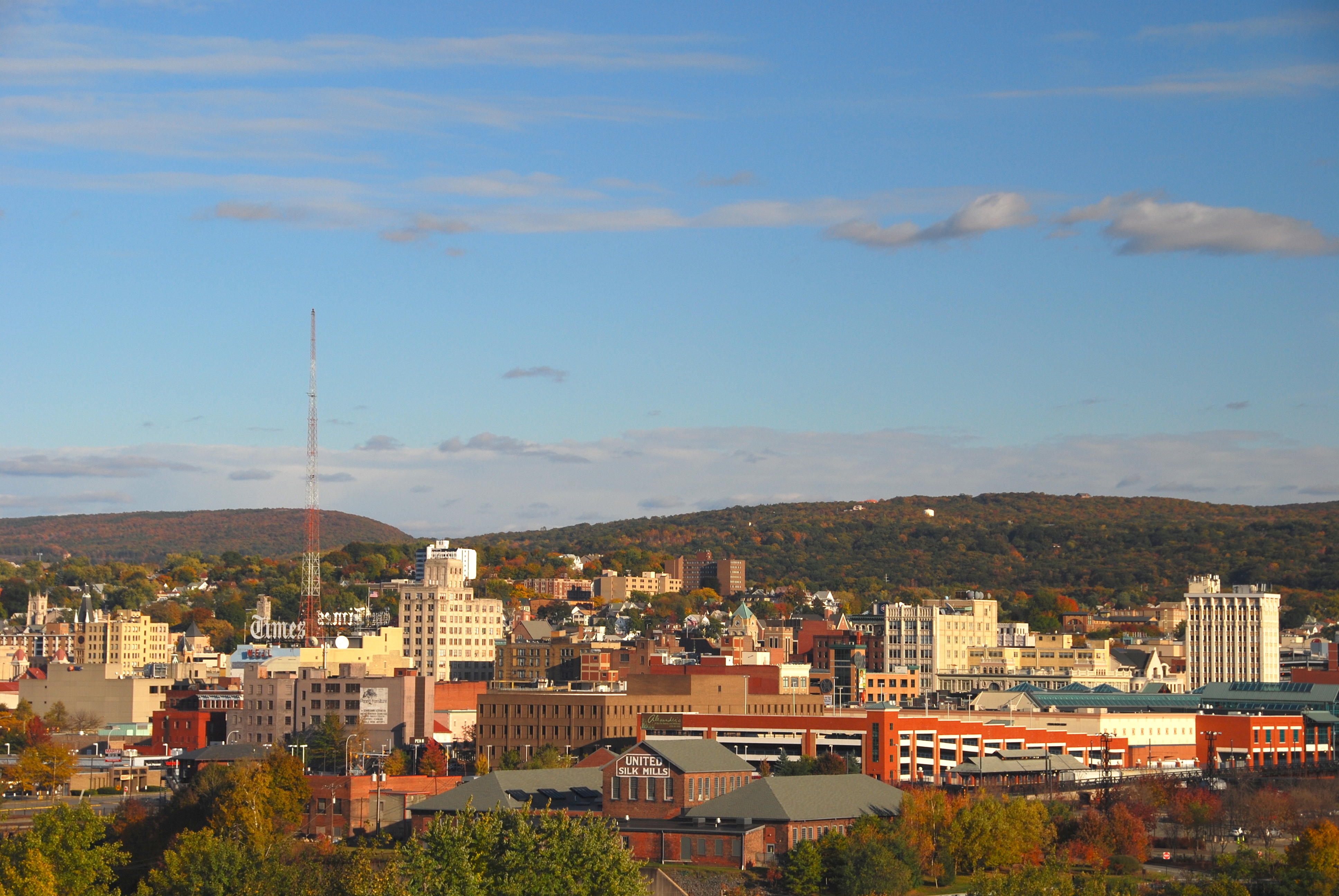
Widok na centrum Scranton

## Gospodarka
W mieście rozwinął się przemysł odzieżowy, włókienniczy, elektrotechniczny, elektroniczny, metalowy oraz poligraficzny.

## Kultura i edukacja

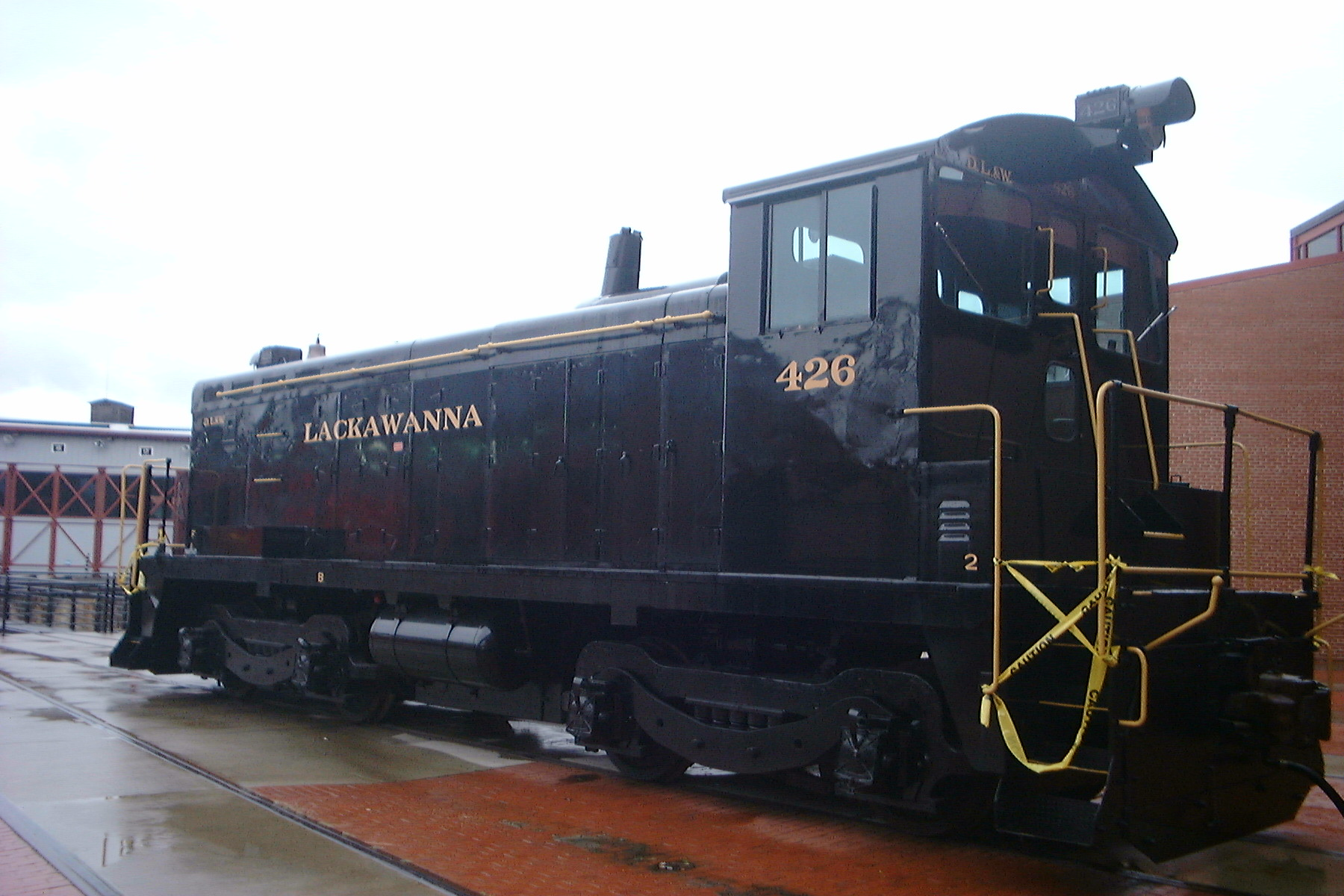
Muzeum Kolejnictwa w Scranton

Wiele atrakcji turystycznych Scranton nawiązuje do dawnej produkcji żelaza i węgla, jak również do różnorodności etnicznej tego miasta. W mieście istnieje muzeum kolejnictwa, muzeum tramwajów, muzeum górnictwa węglowego oraz muzeum filmowo-telewizyjne. Turystów przyciąga także Narodowa Bazylika Świętej Anny i Katedra Polskiego Narodowego Kościoła Katolickiego pw. św. Stanisława Biskupa i Męczennika.
Od 1862 roku odbywa się tu parada na cześć dnia św. Patryka, organizowana przez irlandzkich emigrantów. W 2008 roku obchody tego święta zgromadziły około 150 tys. uczestników. W mieście znajduje się również kino oraz częściowo zadaszony amfiteatr na ok. 15 tys. miejsc. Uwagę zwraca Scranton Cultural Center, zorganizowany w masońskiej świątyni, w której mieści się duża sala balowa i kilka mniejszych sal. Odbywają się tam koncerty muzyki poważnej i spektakle taneczne.
W mieście znajdują się dwie szkoły wyższe; Scranton High School oraz West Scranton High School. Prawie 10000 uczniów uczy się w miejskich szkołach publicznych. W mieście są także szkoły wyznaniowe, np. prywatna szkoła jezuitów i Jesziwa Bais Mosze, kilka szkół diecezji Scranton oraz szkoła prawosławna. W Scranton szkoły średnie są tylko prywatne.
Miasto jest miejscem akcji popularnego serialu komediowego The Office.

## Kościoły i związki wyznaniowe

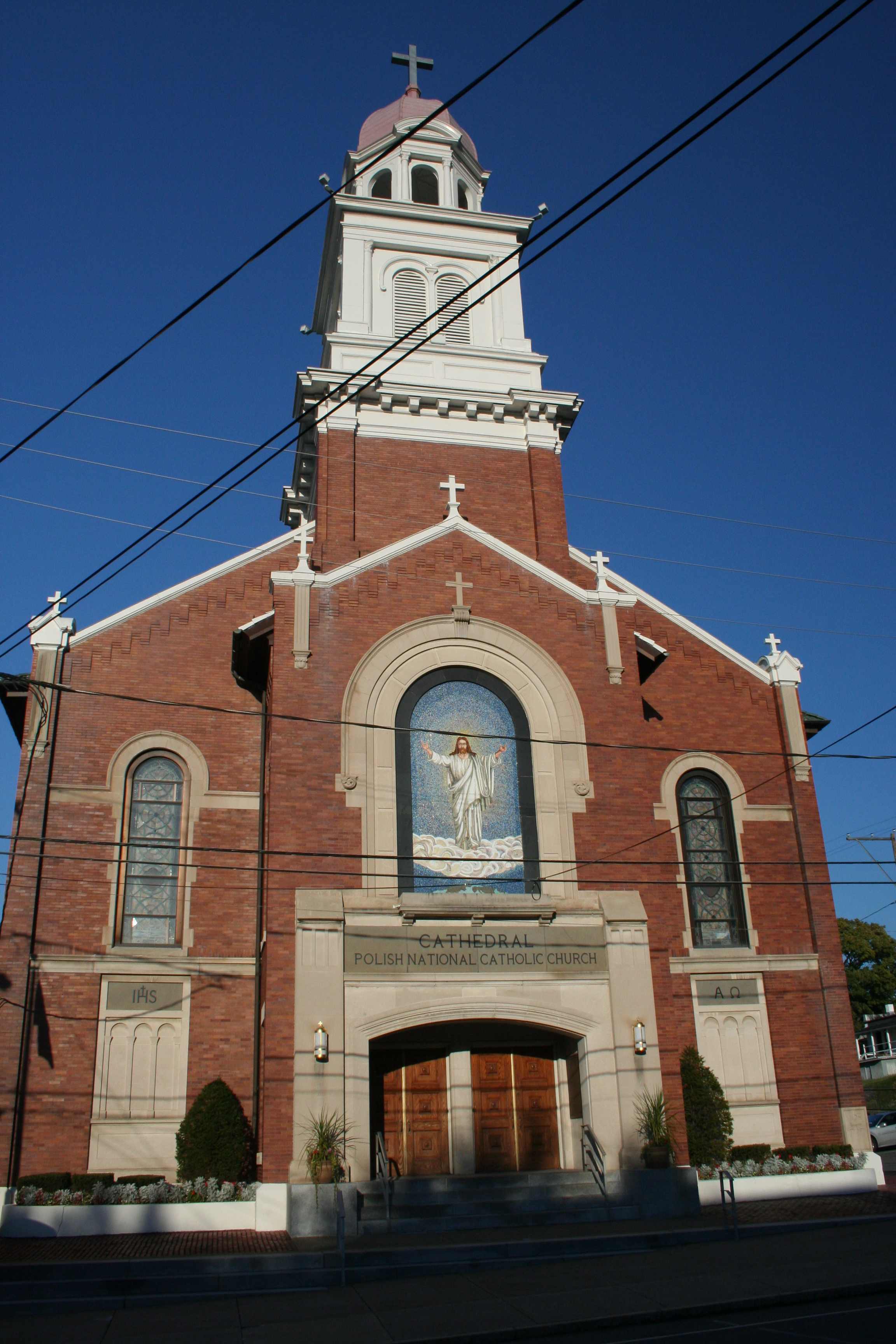
Katedra św. Stanisława w Scranton

- Kościół rzymskokatolicki (12 parafii, w tym po 2 etniczne dla Polaków i Litwinów, oraz po jednej etnicznej dla Niemców, Irlandczyków i Włochów)
- Zjednoczony Kościół Chrystusa (11 zborów)
- Kościół Prezbiteriański USA (2 zbory)
- Cerkiew Greckokatolicka
- Kościół Baptystyczny
- Kościół Chrystusa
- Kościół Ewangelicko-Luterański w USA
- Kościół Katolicki obrządku bizantyńskiego
- Kościół Luterański
- Litewski Narodowy Kościół Katolicki
- Polski Narodowy Kościół Katolicki
- Reformowany Kościół Episkopalny
- Zjednoczony Kościół Baptystyczny
- Ortodoksyjna społeczność żydowska[4]
- Reformowana społeczność żydowska[5]

## Polski Narodowy Kościół Katolicki
Miasto Scranton jest historyczną stolicą Polskiego Narodowego Kościoła Katolickiego, założonego na początku XX wieku przez polską społeczność tego miasta.
Historia tego Kościoła łączy się z sylwetką ks. Franciszka Hodura, polskiego emigranta, który od 1893 roku był wikariuszem w (większości etnicznie polskiej) parafii pw. Serca Jezusowego w Scranton, kierowanej przez ks. Ryszarda Austa. Ks. Aust był postacią konfliktową, cechowała go buta połączona z arogancją. Sam niejednokrotnie stwierdzał publicznie, że wcale nie czuje się Polakiem oraz że Polaków wręcz nienawidzi.  Młodego ks. Hodura drażnił wyzysk materialny oraz moralna wzgarda, z jaką śląski proboszcz odnosił się do ludzi – zalecił więc założenie nowej parafii katolickiej pw. św. Stanisława.
21 marca 1897 roku Franciszek Hodur przejął (wbrew woli swojego ordynariusza) kierownictwo w kościele św. Stanisława w Scranton i ogłosił powstanie „Polskiego Kościoła Reformowanego” (potem przyjął nazwę: Polski Narodowy Kościół Katolicki. Rzymscy katolicy rozpoczęli nagonkę na ks. Hodura, w wyniku czego parafianie Hodura zawiązali pismo „Straż”. 4 lipca 1897 roku ostatecznie zakończyła się budowa kościoła pw. św. Stanisława Biskupa i Męczennika w Scranton, parafia liczyła ok. 1200 wiernych i licznych sympatyków z okolicznych miejscowości.
Zgromadzenie parafialne z 18 września 1898 roku zdecydowało jednogłośnie o odłączeniu parafii pw. św. Stanisława Biskupa i Męczennika w Scranton od kościoła rzymskokatolickiego. 6 stycznia 1903 roku wierni ze Scranton zarejestrowali w Sądzie Powiatowym Country of Lockawanna nowy związek wyznaniowy: „Polski Kościół Reformowany”. 29 września 1907 roku ks. Franciszek Hodur otrzymał w Utrechcie sakrę biskupią z rąk arcybiskupa Utrechtu ks. Gerarda Gula, w asyście ks. bpa Jakuba Jana van Thiela z Haarlemu oraz ks. bpa Mikołaja Spita z Deventer. W mieście znajduje się Mauzoleum Franciszka Hodura.

## Ludzie związani ze Scranton

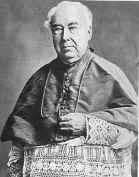
Bp William O’Hara

- Joe Biden – 46. prezydent Stanów Zjednoczonych;
- Frank Carlucci – sekretarz obrony w gabinecie prezydenta Ronalda Reagana;
- Howard Gardner – amerykański psycholog, specjalista z dziedzin psychologii kognitywnej i psychologii uczenia się, wykładowca m.in. Harvardu;
- Franciszek Hodur – biskup, organizator Polskiego Narodowego Kościoła Katolickiego;
- Jane Jacobs – dziennikarka, publicystka, aktywistka miejska i autorka książek;
- William O’Hara – biskup, ordynariusz diecezji Scranton w latach 1868–1899;
- Robert Reich – sekretarz pracy USA w latach 1993–1997;
- William Scranton – założyciel Partii Republikańskiej w Stanach Zjednoczonych;
- Lauren Weisberger – pisarka, autorka bestsellera z 2003 roku Diabeł ubiera się u Prady.

## Miasta partnerskie
- – Ballina, Irlandia
- – Trnava, Słowacja
- – Bałakowo, Rosja
- – Perugia, Włochy